# Ratolí camperol de Verreaux
El ratolí camperol de Verreaux (Myomyscus verreauxii) és una espècie de mamífer rosegador de la família dels múrids. És endèmic del sud-oest de Sud-àfrica. Es tracta d'un animal nocturn que s'alimenta de llavors i insectes. El seu hàbitat natural és el fynbos. És una espècie en risc mínim, és a dir, no sembla que hi hagi cap amenaça significativa per a la seva supervivència. Avui en dia és considerat l'única espècie del gènere Myomyscus.
L'espècie fou anomenada en honor d'un dels germans Verreaux.